# チャンネル148
148neo（ワンフォーエイトネオ）は、エフエム群馬で毎週木曜 13:00 - 19:55に放送されているラジオ番組である。

## 概要
- パーソナリティ・高橋和実（以下、和実）が一人喋りする番組。
- 当番組はネタコーナーの割合が多く、バラエティ番組と思われがちだが、和実曰く音楽番組である。また、この番組のリスナーを「アミーゴ」と呼んでおり、よくネタメールが読まれるアミーゴを「プロアミーゴ」や「ゴッドアミーゴ」[2]と呼んでいる。
- タイトル名の「148」とは2022年7月10日までのFM GUNMA本社の住所が前橋市若宮町の次の番地が1-4-8に因んで148と名付けられた。
- また、和実は2001年10月 - 2011年3月の『チャンネル148』（チャンネルワンフォーエイト）を1stシーズンと呼び、2014年4月 - 2015年3月の『続・チャンネル148（仮）』（ぞく・チャンネルワンフォーエイトかっこかり）及び同年4月 - の『148neo』を2ndシーズンと呼んでいる[3]。
- 1stシーズンの『チャンネル148』は祝日は特番編成で放送休止になっていたが、2ndシーズンの『148neo』以降は年末年始（12月の最終木曜日）ではない限り原則祝日も放送している[4]。
- その為、祝日・年末年始の特別編成で放送休止になるFM GUNMAのワイド番組は148の兄弟番組の『G★FORCE』（ジーフォース）[5]のみとなっていたが、『G★FORCE』も金曜再移動後は祝日・年末年始の特別編成による休止は無くなった。
- また、毎年夏に開かれる全国高校野球選手権大会群馬県大会の3回戦以降は実況中継を放送している為、高校野球中継の試合状況や日程次第では他番組が移動して編成することもあるため当番組の放送時間が短縮になる場合がある。

## 番組遍歴
- 2001年10月 - 放送開始。
  - パーソナリティーは塚田光信。放送時間は平日 13:00 - 14:55だった。
- 2002年10月 - パーソナリティーが和実に変更。
- 2007年
  - 3月 - 金曜の放送が終了。
  - 4月 - 放送時間が13:00 - 15:45に放送時間拡大。
- 2011年3月 - 番組が一旦終了。
- 2014年4月 - 『続・チャンネル148（仮）』として木曜 13:00 - 17:50に復活。
- 2015年4月 - 新たに『148neo』と番組名を変更し、13:00 - 19:55に放送時間拡大。
- 2019年11月21日 - 和実がインフルエンザ（A型）の感染により欠席した[6]。この日は番組冒頭は番組プロデューサーのナオキが、番組の大半は竹村と三千代が代役を務めた。
- 2023年11月9日 - 和実が新型コロナウイルス（COVID-19）の感染により、欠席した。この日は番組が休止となり、特別番組『FM GUNMAリクエストスペシャル』を放送した。[7]

## 現在の主なタイムテーブル
※2025年7月現在

### 1時台
- 13:00 - オープニング
- 13:09 - おさらいタイム
- 13:27 - ニュース
- 13:29 - 天気予報
- 13:35 - 歌えガンガン!!
- 13:55 - IMP.のIMPickup（TOKYO FM制作）[8]

### 嵐の2時台
- 14:00 - 和実さん大変です?! / 心のスイッチ
- 14:11 - 番組からのお知らせ・アイドリングトーク・特別企画
- 14:27 - ニュース[9]
- 14:37 - チェリーボール・チェリーガーイ
- 14:55 - FM GUNMA NEWS

### 一か八かの3時台
- 15:00 - ボスブラックタイム&おやつタイム
- 15:16 - 148あるある
- 15:30 - 『ザ・キャプテンズのバラ色☆王国』
- 15:55 - IT'S MUSIC[10]

### 炎の4時台
- 16:00 - バカステッカー抽選会
- 16:18 - 俺くらいシリーズ
- 16:40頃 - 音楽[11]
- 16:50 -  My First Music（TOKYO FM制作）[12]

### バカが加速する5時台
- 17:00 - うちのじいちゃん・ばーちゃん&ホップ・ステップ・バカ
- 17:26 - 交通情報
- 17:30 - 148バカ一代&ラジオネームでガッツポーズ
- 17:50 - ぐんま情報トッピング
- 17:55 - スポーツニュース

### レッドゾーンの6時台
- 18:09 - ニュース
- 18:14 - 通常時：プラネット148(仮)/ 休止時：フツオタ、チェリーボール・チェリーガーイ第2部、音楽(148プチナハトムジーク)、特別企画など
- 18:32 - 迷言148
- 18:55 - FM GUNMA NEWS

### 心を整える7時台 / 心が整わない7時台
- 19:00 - エナジーチャージタイム&夜食タイム
- 19:13 - 平日：148ナハトムジーク / 祝日：ダメ男再生クラブ・女王蜂
- 19:50頃 - エンディング[13]

## 現在のコーナー

### 現在のレギュラーコーナー（ネタコーナー以外）
1時台
- 歌えガンガン!!

男声・女声の2曲を聞くのではなく歌うコーナー。
年末最後の放送では、「歌えガンガン!!紅白歌合戦」と題して、すべてのコーナーで歌えガンガンを行う。
嵐の2時台
- 心のスイッチ（BGM：グラハム・セントラル・ステーション「let's Alright」）

3つの選択肢のどれかを心の中で選ぶコーナー。 33.33333%の確率で和実と同じ選択肢を選んだ場合、148%のテンションアップをゲットできたハッピーアイスクリームなアミーゴとしてラジオネームを読み上げてくれる。
コーナータイトルは当たると心の中にあるスイッチを押すような感覚から。
- チェリーボール・チェリーガーイ（BGM：ザ・コーテッツ「Mr.Sandman」）

ネタコーナーで読まれないアミーゴや、最近ラジオを聞き始めた初心者アミーゴの為に作られた「今どこで聞いているのか・何をしながら聞いているのか」を募集するコーナー。
チェリーボーイをチェリーボールと言い間違えたことによりコーナー名が変更となり、ネタコーナーにもチェリーボールネタが急増した。
また、不定期でレッドゾーンの6時台前半でも「あんたが大賞」→「プラネット148(仮)」を休止し、当コーナーの第2部も実施される。
一か八かの3時台
- ボスブラックタイム・おやつタイム（BGM：エドワード・エルガー「愛の挨拶」）

2時間時代の金曜日にやっていた休憩タイムが改編によりレギュラーコーナー化した。
和実がほぼ独り言のような声のトーンで喋りながらボスブラックを飲み、おやつを食べている。
おやつの予想メールも紹介している。
- ザ・キャプテンズの『バラ色☆王国』

ザ・キャプテンズの傷彦とテッドによる箱番組。生放送と収録両方で放送されている。
また、収録は148のオフレコトーク終了後に生放送として放送された日に実施される。
炎の4時台
- バカステッカー抽選会

「ハガキ」のみで応募可能のステッカープレゼントコーナー。
応募ハガキは一人一通のみ有効となり、また毎週ハガキはリセットされるので毎週送らなければならない。
番組内のみで発表される宛先にハガキを応募し、スタジオで緑のデカバケツから無作為に抽選を行う。
ステッカーが当たったアミーゴは自己責任で人々に「見せびらびらかす」ことをミッションとして与えられ、特設ページ「148ガレージ」にてその様子を掲載することができる。
毎週30名の抽選だが、定期的に「大判ぶるぶる舞い」として50名の抽選になる。
バカが加速する5時台
- ラジオネームでガッツポーズ

放送枠が切れてCMに移行するまで投稿されたアミーゴのラジオネームを読み続けるコーナー。
レッドゾーンの6時台
- プラネット148(仮)（2024年4月 -）

この宇宙のどこかの世界の、どこかにあると言われている星「プラネット148」この星はどんな人々が暮らし、どんな動物が住まい、どんな景色が、どんな産業があるのか。「アミーゴの理想郷」を作ると言うコーナー。
前コーナー「あんたが大賞」同様休止される事もあり、その際にはフツオタ、チェリーボール・チェリーガーイ第2部、音楽(148プチナハトムジーク)が実施される。
心を整える7時台
- エナジーチャージタイム・夜食タイム

一か八かの3時台の「ボスブラックタイム」と同じように和実がリポビタンDやドクターペッパーダイエットやオロナミンCを飲んで夜食を食べる。
夜食はほとんどがカップ麺やマクドナルドの期間限定メニューで、カップ麺の場合はナオキがお湯を注いで準備している。
- 148ナハトムジーク

家族のことや仕事のこと、明日のことを考えずにただひたすら音楽を聞くだけのコーナー。
2016年5月6日以降の祝日148は当コーナーは休止になり、特別企画が組まれることがあるが、2020年7月23日放送分の祝日148では「148プチナハトムジーク」としてレッドゾーンの6時台で放送された。
- オフレコトーク

生放送終了後にスタジオクラブエアーのみで実施される。終了時間は毎回異なる。
ただし、オフレコトークの内容は和実曰くオフレコトークを知らない人やこの日クラブエアーに来ていない人には内容は絶対に言ってはダメと言っている。2020年3月5日放送分から2022年9月22日放送分までは新型コロナウイルス（COVID-19）の感染拡大の影響でスタジオクラブエアーがクローズとなっている為、事実上の休止状態となっていた。
また、この時間帯は『JFNニュース』と『Da-iCE 和田颯のハヤラジ』を放送している。

### 現在のネタコーナー
- 番組キャッチコピー

1時台・レッドゾーンの6時台の冒頭に放送
148neoの番組キャッチコピーを募集するコーナー
採用された1人のキャッチコピーとともに番組が開始され、番組サイトにて掲載される。
- おさらいタイム（BGM：ザ・トラッシュメン「サーフィンバード」）

1時台に放送
先週読めなかったネタメールを紹介しつつ、コーナー紹介を行う。
バカタオルや番組イベントのチケット発売日による発売スタートのカウントダウン等の特別企画を放送する場合はコーナー休止となる。
- 和実さん大変です?!（BGM：グラハム・セントラル・ステーション「 let's Alright」）

嵐の2時台に放送
「歌えガンガン!!」の楽曲に対してネタを送るコーナー。
当初は一部のアミーゴが勝手に送っていたが、量が増えたのでメールフォームを設けコーナー化した。
「大変です」の由来は放送された楽曲に対して、周囲で異変が起きたというネタメールから。
- 148あるある（BGM：トーケンズ「ライオンは寝ている」）

一か八かの3時台に放送
148アミーゴあるあるネタを紹介する。
派生として、「こっちの世界ではあるあるです」で締める、番組以外でのアミーゴ個人に関するあるあるネタ「こっちの世界シリーズ」がある。
また、アミーゴによる「秘境探検隊シリーズ」も有名である。
- 俺くらいシリーズ （BGM：ザ・ドリフターズ「ドリフのズンドコ節」）

炎の4時台に放送
「和実さん、俺くらいになると…」で始まる自虐・勘違いネタを送るコーナー。
- うちのじいちゃん・ばーちゃん（BGM：ザ・トラッシュメン「サーフィンバード」）

バカが加速する5時台に放送 「ホップ・ステップ・バカ」とセットで放送される。
自身または近所のじいちゃん・ばあちゃんの起こしたとされる、言い間違い等の面白い言動を紹介する。
派生コーナーに「うちのじいちゃん・ばーちゃん・ミリタリーシリーズ」がある。
- ホップ・ステップ・バカ (BGM：ザ・トラッシュメン「サーフィンバード」)

バカが加速する5時台に放送 「うちのじいちゃん・ばーちゃん」とセットで放送される。
いわゆる三段落ちのコーナー。
- 148バカ一代（BGM：Royal Crown Revue-「Hey Pachuco!」）

バカが加速する5時台に放送
148に関する全ての事象のネタを紹介する。
「和実さん…」で始まる、番組を聞きすぎたあまり、起こしてしまった馬鹿な言動ネタを紹介する。
- 迷言148（BGM：マーク・ロンソン「アップタウンファンク feat.ブルーノ・マーズ」）

レッドゾーンの6時台に放送
100年後のアミーゴに向けた、アミーゴとしての生き様を言葉にするコーナー。
2ndシーズンスタート当初はラインナップされていなかったが、番組名変更&放送時間が拡大した2015年4月からは2ndシーズンでも行われている。
コーナーの趣旨に沿ったアミーゴ川柳や本チャンと称しての名言が紹介されるが、
主に「ググリンピック」や「148内閣」、「メツゴラスイッチ」や「高橋和実のモノマネ披露」などのシリーズネタも多く投稿されている。
元ネタは以前番組放送前に放送されていた名言3・6・5から。
- ダメ男再生クラブ・女王蜂

主に祝日148の心が整わない7時台に放送
三千代扮するLinda様がアミーゴのダメ男を再生させるため指南するというコーナー。
「Lindaに質問」でLinda様を探り、「Lindaを口説け」で口説き落としたアミーゴが「女王蜂の雫」が送られるものである。
当初は1stシーズンの毎週水曜コーナーであったが、1stシーズン終了と同時に当コーナーも終了。2ndシーズンスタート当初は当コーナーはラインナップされていなかったが、2015年8月23日に行われたバカデーで約4年半ぶりに復活。その後、2016年5月5日放送分の祝日148にて約5年ぶりにラジオでの放送が再開した。それ以降も祝日148にて一部の放送回を除いて毎回行われているが、2021年7月15日放送分以降は不定期で平日で行われる場合がある。

## 過去のコーナー

### チャンネル148
- 噂のチャンネル148（月〜木曜）（- 2011年3月）

ミュージシャンやプロレスラー等のゲストや、148的な商品・オススメCD・DVDを紹介するコーナー。
ミュージシャンはスタジオライブを行うのが恒例となっている。
ザ・キャプテンズ、アンナ、大日本タイポ組合はこのコーナーで初出演。その後、ザ・キャプテンズとアンナはレギュラーコーナーを持ち、大日本タイポ組合はステッカー作成（のちのバカステッカー）で番組に関与することとなった。
- フルヤさんへの一方的質問（月〜木曜）（- 2011年3月）

交通情報センターのフルヤさんに呼びかけの際にムチャぶりな質問をするコーナー。
反応はほとんど苦笑するだけだが、たまに応えてくれる事もある。
ちなみに毎年最後の放送内で必ず和実が（一年間のムチャぶりに対し）フルヤさんに謝るシーンがあった。
- ザ・キャプテンズの『愛の建国記念日』（月曜）（- 2009年3月）

最後のGSグループのザ・キャプテンズの傷彦とテッドがパーソナリティの箱番組。
- アイドリングトーク（月曜）（- 2011年3月）

金土日と休みの間に失った番組の感覚を取り戻すためにフリートークをするコーナー。
- めざせ上州148箇所巡り!バカワゴンが行く（月曜）（- 2011年3月）

あなたのカマドルアンナが群馬の様々な所に現れて、現地の人にラジオに関するインタビューとチャンネル148を宣伝するコーナー。
群馬の148ヶ所訪れると企画は終了、なおアンナは和実をお舘様と呼ばなければならない。

アンナは現地で出会った人に名刺を渡し、名刺裏のアドレス宛てに感想のメールを送って貰うとギャラ（1枚1000円）が貰える。
またお土産代1480円を渡されていて、現地のお土産を買ってこなければならない。
その後、セカンドシーズンでは当コーナーはラインアップされず、アンナも未登場だったが、2016年8月11日放送の祝日148の心が整わない7時台の特別企画にて、アンナが約5年半ぶりに当番組に出演し、当コーナーの大反省会が行われた。また、手作り餡子の甘い奴（竹村淳矢・駒形岳）もコンビ揃って出演している。
- コーナーのテーマソングは、奥田民生の「さすらい」。

- オフィシャルスポンサーでガッツポーズ（火曜）（- 2011年3月）

ラジオネームでガッツポーズのスポンサー版。
- ブレインバスター（水曜）（- 2011年3月）

アミーゴの伸びきった脳に少しでも皴を入れる為に、なぞなぞを3問出題するコーナー。
答えが分かったら解答を送る事ができ、エンディングに正解者を先着ランキングで発表される。
なお、関係性は不明だが当コーナーの一部分は兄弟番組の『G★FORCE』の「超能力クイズ」に引き継がれている。
また、「名言1・4・8」にて時々アミーゴからの無茶振りなモノマネネタメールで当コーナーが「モノマネ・ブレインバスター」として突然復活する事が時々ある。
- オーレザスパ!（金曜）（- 2007年3月）

ザスパ草津（現・ザスパ群馬）応援コーナー。金曜日の放送終了に伴い『オーレザスパ!DX』として単独番組として独立し、『南まりかのオーレザスパ!』（2016年12月放送終了）→『WAI WAI ザスパ!』(同局のワイド番組『WAI WAI Groovin’』内の1コーナー)として繋がっていく。

### 続・チャンネル148
- 勝手にキャッチコピー（- 2015年3月）

一週間の間に起きたニュースをキャッチコピーで紹介する。
148neoにてコーナーがリニューアルされた
- 今週の組曲（- 2015年3月）

ネタメールを選別する時間を確保するため、「何らかの意図」をもって選曲した2〜3曲を流すコーナー。

### 148neo
- あんたが大賞（- 2024年3月）

毎回1つのお題に対してアミーゴが連想した人物・楽曲・キャラクターなどを募集し、ランキング形式で発表するコーナー。お題は番組冒頭で発表される。
1位に選ばれた人物やその関係者に対して一方的に表彰状を授与し、あわよくばノーギャラでの番組出演交渉を行う。
可能性が0ではない限りコンタクトから交渉はきちんと行う。勿論成功率は高くないもののノーギャラ出演自体は何度か成功しており、ミラクルと呼んでいる。
見事ノーギャラ出演に成功した人物やその関係者は、嵐の2時台かレッドゾーンの6時台の前半にて電話出演、または番組へのメッセージが放送される。
以前は「タレント名鑑148」というコーナーであったが、交渉の際に「1位の人物はタレントではないから」と言う理由で断られたので現在の形になった。
コーナー末期には「番外編」として「あなたが好きな〇〇」として上記以外のテーマで行われていた。
休止される事も多く、その際にはフツオタ、チェリーボール・チェリーガーイ第2部、音楽(148プチナハトムジーク)、特別企画などが実施されていた。

## 番組イベント
- バカデー

不定期で開催される番組イベント。
2017年は兄弟番組の『G★FORCE』との共催で開催された。
2020年は下記のステーキ部と同じく新型コロナウイルス（COVID-19）の感染拡大の影響で開催延期となった。振替日程は2022年8月27日・28日に開催。また、それに伴いバカデーで販売する予定だった番組アイテムの物販のみを11月1日にGメッセ群馬で開催。また、2021年3月28日に前橋中央イベント広場で開催予定。
- 148ゼミナール

2015年3月15日開催。
会場はリリカホールで開催した。
放送コードを超えないネタメールの作り方を和実自ら講習した。
- 148オーケストラ

第1回は2016年3月13日に桐生市市民文化会館シルクホールで、第2回は2019年3月10日にベイシア文化ホールで、第3回は2021年6月5日に、第4回は2023年6月11日に高崎芸術劇場大劇場で開催。
148と群馬交響楽団がタッグを組んでお送りするオーケストラのコンサートである。
- 148ステーキ部

2018年11月4日・2019年10月20日開催。
会場は第1回と第2回は伊香保グリーン牧場で開催した。
第3回はオーストラリアのケアンズで2020年6月12日〜14日の1泊3日で開催予定だったが、新型コロナウイルス（COVID-19）の世界的感染拡大を踏まえて無期限延期となった。振替日程は現時点では未定。
当初は和実、竹村、はらっちょ（エフエム群馬スタッフ）がプライベートでただ単にステーキを食べる為に各地に遠征する為に設立した部活であったが、その後、アミーゴ参加型の部活となったことがイベント開催の経緯である。
- 148ミニゲーム+

2024年10月25日にALSOKぐんまふれあいグラウンドで開催。フリスビー・ダイス・積み木・ボールの4つの種目を行い、全てクリア出来れば限定グッズがゲットできた。
- ダメ男再生クラブ・女王蜂～秘密のバカ園〜

2025年2月16日に玉村町文化センターで開催。祝日148を中心に不定期で行われている『ダメ男再生クラブ・女王蜂』をイベントとして行われた。

## 番組ノベルティグッズ
- バカステッカー

大日本タイポ組合制作の番組オリジナルステッカー。
バカステッカーの名前の由来は、148の数字を逆さにすると「ばか」（neo以降は「おばか」）と見えるため。
ステッカーには初代（黄色）、二代目（赤青白）、三代目（ピンク）、四代目（ジェリービーンズ）、neo初代：青→neo二代目：チェリーピンク→neo三代目：ガンダム風→neo四代目：茶色→neo五代目：クローバー風→neo六代目：豹柄→neo七代目：アロハ風→neo八代目：レインボー→neo九代目：ネオン風(通称:バカネオン)→neo十代目：ハニカム風→neo十一代目：蛇柄、ブラックリスト（黒）、ゴッドアミーゴ（金）がある。
ブラックリストステッカーはネタコーナーでブラックリストと認められたアミーゴのみ、ゴッドアミーゴステッカーはグランドスラム7回達成でゴッドアミーゴと認められたアミーゴのみ入手可能である。ゴッドアミーゴステッカーは実際に2017年のバカデーにてゴッドアミーゴとなったアミーゴが入手していた。
（しかし競泳選手、内田翔のようにアミーゴかつ世界的な活躍をすると送られる事もある。）
- バカタオル

毎年夏頃に枚数限定で発売しているバカステッカーと同じく大日本タイポ組合制作の番組オリジナルタオル。発売翌週に発送し、その翌週の嵐の2時台にMINMIの「サマータイム!!」と湘南乃風の「睡蓮花」を流しバカタオルを回す「バカタオルブルンブルンタイム（通称：BTBBT）」がある。
素材は今治タオルを使用。
第1弾：バカステッカー二代目デザイン（3000枚用意したところ販売4時間で完売）
第2弾：バカステッカー初代デザイン（3000枚用意したところ1時間で完売）
第3弾：バカステッカー三代目デザイン（5000枚用意したところ3時間半で完売）
第4弾：バカステッカー四代目デザイン（5000枚用意したところ1時間足らずで完売）
第5弾：初代neoバカステッカー風デザイン（この年から1万枚用意したところ4時間半で完売）
第6弾：二代目neoバカステッカーデザイン（前年同様1万枚用意したところ17分32秒で完売、2017年のバカデー等の148関連イベントで販売されたバカバスタオルのデザインも二代目neoバカステッカーのデザイン(但し、色は青)）
第7弾：三代目neoバカステッカーデザイン（この年から1万4800枚用意したところ1時間25分で完売）
第8弾：四代目neoバカステッカー風デザイン（前年同様1万4800枚用意したところ1時間55分で完売）
第9弾：五代目neoバカステッカーデザイン（前年同様1万4800枚用意したところ約2時間で完売）
第10弾：六代目neoバカステッカーデザイン（前年同様1万4800枚用意したところ1時間21分で完売）
第11弾：七代目neoバカステッカーデザイン（前年同様1万4800枚用意したところ1時間38分で完売）
第12弾：八代目neoバカステッカーデザイン（放送翌週の11日(月)からFM GUNMAの社屋が若宮町から千代田町に移転する事を記念し、この年は2万枚用意したところ7時間弱(番組終了後の20:00頃)で完売）
第13弾：九代目neoバカステッカーデザイン（前々年同様1万4800枚用意したところ2時間36分で完売）
第14弾：十代目neoバカステッカーデザイン（前年同様1万4800枚用意したところ番組終了直前の6時間28分で完売）
第15弾：十一代目neoバカステッカーデザイン（第6弾以来、9年ぶりに1万枚用意したところ44分で完売）
- 女王蜂の雫

女王蜂で入手できる謎の雫。
2011年3月までは水曜コーナーで、2016年以降は祝日148で実施している「女王蜂」内でプレゼントしている。
2022年2月24日放送分の「女王蜂」からリニューアルした。
2025年3月20日放送分では当回だけの特別仕様の雫が用意された。
- 女王蜂ミニタオル

物販行商で販売していた148グッズ。
「女王蜂」直前の心が整わない7時台に曲であるアン・ルイスの「あゝ無情」を流し、女王蜂ミニタオルを回す、「ミニタオルブルンブルンタイム（通称：MTBBT）」がある。
- 傷彦のブロマイド

ザ・キャプテンズのリーダー傷彦のブロマイド。
2009年3月までやっていた月曜コーナー『愛の建国記念日』内でプレゼントしていた。
- アディオス・アミーゴ

ザ・キャプテンズが番組降板に際して作成したCD。
和実の「アディオス・アミーゴ」がサンプリングされている。
- バカステッカーTシャツ

深夜に放送された特別番組『裏チャンネル148』でリスナーにプレゼントした限定5枚のTシャツ。デザインは3枚のバカステッカー。
- 148クリアファイル（通称：バカファイル）

2016年12月8日に販売した番組オリジナルクリアファイル。
それ以前にも第1弾 10月30日（道の駅おおた）、第2弾 11月6日（道の駅ららん藤岡）、第3弾 11月13日（中之条町ふるさと交流センターつむじ）にて先行販売した他、148関連イベント会場の物販コーナーでも購入可能だった。
また、イベント以外でもバカファイルの購入用の専用フォームから購入可能だったが、現在は閉鎖されている。2020年5月からYahoo!ショッピングにてネット販売を再開している他、2022年9月にクラブエアーにてバカファイルを購入できる自動販売機が設置された。
- 禿の軍団Tシャツ

2018年3月1日〜3月8日までの受付で販売されていた完全受注生産のTシャツ。
当初は2017年のバカデーの会場で限定生産販売したTシャツ（色は黒のみだった）だが、再販希望が後を絶たなった為、2018年3月に完全受注生産という形で再販した。
色は白と黒の2色。
- 148neoオリジナルTシャツ

過去2回にわたって販売されていた完全受注生産のTシャツ。第1弾は2020年4月23日〜5月7日まで、第2弾は2025年3月20日〜4月3日までの受付で販売された。
デザインはバカステッカーやバカタオルと同様に大日本タイポ組合が制作。
第1弾の色はカモ柄、ピンク、ブルーの3色で白または黒とのツートンカラーで、第2弾はネオンブラックとレインボーホワイトの2色である。
- カズちゃんLINEスタンプ

2020年7月9日からバカデー2020延期の代わりに配信開始されたLINEスタンプ。
当初はバージョンは3つ用意し、2022年7月からは4つ目のバージョンが、2023年10月からは5つ目のバージョンが追加された。

## スタッフ
- プロデューサー  - 橋本直樹（ナオキ）
- キャプテン